# 博瓦尔德马克
博瓦尔德马克（法語：Beauvoir-de-Marc，法語發音：[bovwaʁ də maʁk]）是法国伊泽尔省的一个市镇，属于维埃纳区。

## 地理
博瓦尔德马克（45°31'7"N, 5°4'45"E）面积11.27 平方千米，位于法国奥弗涅-罗讷-阿尔卑斯大区伊泽尔省，该省份为法国东南部内陆省份，北起顺时针与安省、萨瓦省、上阿尔卑斯省、德龙省、阿尔代什省、卢瓦尔省和罗讷省。
与博瓦尔德马克接壤的市镇（或旧市镇、城区）包括：萨瓦-梅潘、沙朗托奈、鲁瓦亚、圣乔治代斯佩朗什。

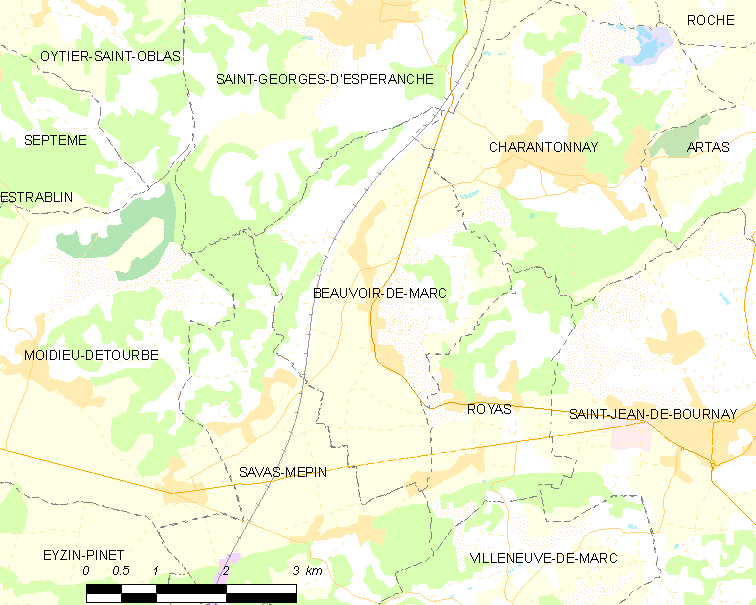
博瓦尔德马克的OSM定位图

博瓦尔德马克的时区为UTC+01:00、UTC+02:00（夏令时）。

## 行政
博瓦尔德马克的邮政编码为38440，INSEE市镇编码为38035。

## 政治
博瓦尔德马克所属的省级选区为比耶夫尔县。

## 人口

1962-2008年间博瓦尔德马克人口变化图示

博瓦尔德马克于2022年1月1日时的人口数量为1103人。